# Edwards Davis
Edwards Davis, nato Cader Edwards Davis (Santa Clara, 17 giugno 1867 – Hollywood, 17 maggio 1936), è stato un attore statunitense.

## Filmografia
- Her Mother's Secret, regia di Frederick A. Thomson (1915)
- A Circus Romance
- The Strength of the Weak, regia di Lucius Henderson (1916)
- The Daughter of MacGregor
- The Question, regia di Perry N. Vekroff (1917)
- Il ballerino sconosciuto (The Love Cheat), regia di George Archainbaud (1919)
- Shams of Society, regia di Thomas B. Walsh (1921)
- The Good Bad Boy, regia di Edward F. Cline (1924)
- The Part Time Wife, regia di Henry McCarty (1925)
- My Neighbor's Wife, regia di Clarence Geldart (1925)
- Derby reale (The Amateur Gentleman), regia di Sidney Olcott (1926)
- Il potere della stampa (The Power of the Press), regia di Frank Capra (1928)
- Sinfonia d'amore (A Song of Kentucky), regia di Lewis Seiler (1929)
- Il raggio invisibile (The Invisible Ray), regia di Lambert Hillyer (1936)